# Mästerdetektiven Blomkvist lever farligt (film)
Mästerdetektiven Blomkvist lever farligt är en svensk långfilm från 1957 i regi av Olle Hellbom, med manus av Astrid Lindgren efter hennes egen bok, Mästerdetektiven Blomkvist lever farligt. I huvudrollerna ses Leif Nilsson, Sven Almgren och Birgitta Hörnblad.

## Handling
Det är sommarlov och Anders, Kalle och Eva-Lotta är riddare i Vita Rosen som kämpar mot Sixten, Jonte och Benka i Röda Rosen om Stormumriken. När Eva-Lotta ska klättra upp på ett tak hos procentaren gubben Gren klättrar hon förbi hans fönster och får höra ett upprört samtal Gren har med en man om reverser. Några dagar senare springer hon på mannen igen precis innan hon hittar Gren död. Eva-Lottas vittnesmål är alltså mycket viktigt då polisen inte lyckas gripa mördaren.

## Rollista (i urval)
- Leif Nilsson – Kalle Blomkvist
- Sven Almgren – Anders Bengtsson
- Birgitta Hörnblad – Eva-Lotta Lisander
- Sigge Fürst – Konstapel Björk
- Nils Hallberg – Kund hos gubben Gren, mördaren
- Siv Ericks – Mia Lisander, Eva-Lottas mor
- Erik Strandmark – Herr Lisander, Eva-Lottas far
- Georg Skarstedt – Gubben Gren, procentare
- John Norrman – Fredriksson
- Ragnar Arvedson – Kriminalkommissarie Georg Berg
- Hjördis Petterson – Fru Karlsson
- Carl-Axel Elfving – Journalist
- Birger Lensander – Sixtens far
- Eivor Landström – Sixtens mor
- Bengt Blomgren – Doktor Forsberg
- Richard Paulson - Sixten, ledare och ädling av "Röda Rosen"
- Lasse Starck – Benka, ädling av "Röda Rosen"
- Sten Thunborg – Jonte, ädling av "Röda Rosen"

## Produktion
Filmen är inspelad i Trosa, Södermanland och filmens ruinen är Anderviks kalkbruk i närheten. Filmfotograf var Stig Hallgren. Filmen hade premiär 7 december 1957 på biograf Astoria i Stockholm.

## Mottagande
Filmen var Hellboms första långfilm och många kritiker gav honom beröm. Dagens Nyheters kritiker skrev: "Så friskt, så roligt och spännande återger han Astrid Lindgrens berättelse om den mördade procentaren att man önskar att flera av dem som gör thrillers för vuxna kunde lösa avvägningsproblemet lika elegant."
Aftonbladets kritiker menade att: "Olle Hellbom klarade sin debut som långfilmsregissör med den äran." Kanske den viktigaste kritiken till Hellbom var att Astrid Lindgren var helt nöjd.

## Musik i filmen
- Kalasfint (Kokalolasos-fofinontot), kompositör Charles Redland, text Roland Eiworth, sång Birgitta Hörnblad